# Szarifabad-e Ghuzan
Szarifabad-e Ghuzan (pers. شريف ابادقوزان) – wieś w północnym Iranie, w ostanie Hamadan. W 2006 roku miejscowość liczyła 481 osób w 118 rodzinach.